# شنا در مسابقات جهانی ورزش‌های آبی ۱۹۷۸

شنا در مسابقات جهانی ورزش های ابی 1978

شنا یکی از رشته‌های ورزشی مسابقات جهانی ورزش‌های آبی ۱۹۷۸ بوده است.

## جدول مدال‌ها
Host nation 
| رتبه  | کشور                             | طلا | نقره | برنز | مجموع |
| ۱     | ایالات متحده آمریکا              | ۲۰  | ۱۲   | ۴    | ۳۶    |
| ۲     | اتحاد جماهیر شوروی               | ۴   | ۴    | ۵    | ۱۳    |
| ۳     | استرالیا                         | ۲   | ۰    | ۰    | ۲     |
| ۴     | آلمان شرقی                       | ۱   | ۷    | ۴    | ۱۲    |
| ۵     | آلمان غربی                       | ۱   | ۲    | ۴    | ۷     |
| ۶     | کانادا                           | ۱   | ۱    | ۴    | ۶     |
| ۷     | نیوزیلند                         | ۰   | ۱    | ۰    | ۱     |
| ۷     | نروژ                             | ۰   | ۱    | ۰    | ۱     |
| ۷     | جمهوری فدرال سوسیالیستی یوگسلاوی | ۰   | ۱    | ۰    | ۱     |
| ۱۰    | بریتانیای کبیر                   | ۰   | ۰    | ۲    | ۲     |
| ۱۰    | مجارستان                         | ۰   | ۰    | ۲    | ۲     |
| ۱۰    | سوئد                             | ۰   | ۰    | ۲    | ۲     |
| ۱۳    | برزیل                            | ۰   | ۰    | ۱    | ۱     |
| ۱۳    | دانمارک                          | ۰   | ۰    | ۱    | ۱     |
| مجموع | مجموع                            | ۲۹  | ۲۹   | ۲۹   | ۸۷    |